# KBV 049
KBV 049 är ett av Kustbevakningens miljöskyddsfartyg, stationerat på Kuststation Slite i Slite hamn på Gotland. Fartyget byggdes år 1982 av Lunde varv och Verkstads Aktiebolag i Hovås, Västra Götalands län. År 1993 byggdes fartyget om vid Oskarshamns varv, då man bland annat installerade ett system för oljeupptagning, byggde fler bostadshytter samt förlängde fartyget för att kunna få plats med tankar för uppsamlad olja.